# Belciana sobieczkyi
Belciana sobieczkyi là một loài bướm đêm trong họ Noctuidae.